# Stef Broenink
Stefan „Stef“ Broenink (* 19. September 1990 in Gouda) ist ein niederländischer Ruderer, der 2019 Zweiter der Europameisterschaften im Einer war. 2020 war er Europameister im Doppelzweier, 2021 Olympiazweiter. 2023 war er Europa- und Weltmeister im Doppelzweier, 2024 wieder Olympiazweiter.

## Sportliche Karriere
Der 1,94 m große Broenink begann erst 2011 mit dem Rudersport. 2014 trat er in Sydney erstmals im Ruder-Weltcup an und erreichte mit dem niederländischen Achter den zweiten Platz. Bei den Europameisterschaften 2014 belegte der Achter den siebten Platz. 2015 ruderte er im Weltcup im Doppelzweier mit Ruben Knab. 2016 wechselte er in den Einer. Bei den Weltmeisterschaften 2017 belegte er den elften Platz. 2018 begann er im Weltcup im Doppelzweier und wechselte dann in den Doppelvierer. Bei den Europameisterschaften in Glasgow erreichten Dirk Uittenbogaard, Stef Broenink, Koen Metsemakers und Abe Wiersma den fünften Platz mit über drei Sekunden Rückstand auf den dritten Platz. Bei den Weltmeisterschaften 2018 in Plowdiw belegte das Boot ebenfalls den fünften Platz, hatte aber diesmal weniger als eine Sekunde Rückstand auf den dritten Platz. 
2019 trat Broenink bei den Europameisterschaften in Luzern im Einer an und gewann die Silbermedaille mit 0,19 Sekunden Rückstand auf den Deutschen Oliver Zeidler. Beim Weltcup in Rotterdam belegte er zusammen mit Melvin Twellaar den vierten Platz im Doppelzweier. Bei den Weltmeisterschaften startete er wieder im Einer und belegte den 5. Platz. 2020 gewann er zusammen mit Melvin Twellar den Titel im Doppelzweier bei den Europameisterschaften. 2021 in Varese gewannen die beiden Europameisterschaftssilber mit zwei Sekunden Rückstand auf die Franzosen Hugo Boucheron und Matthieu Androdias. Bei den Olympischen Spielen in Tokio gewannen erneut die Franzosen vor den Niederländern, im Ziel betrug der Rückstand 0,2 Sekunden. 2022 gehörte Broenink zum niederländischen Doppelvierer, der bei den Weltmeisterschaften den vierten Platz belegte. 2023 traten Broenink und Twellaaar wieder im Doppelzweier an. Sie wurden Dritte bei den Europameisterschaften in Bled und gewannen bei den Weltmeisterschaften in Belgrad. 2024 siegten Broenink und Twellaar in beiden Weltcup-Regatten, in denen sie antraten. Bei den Olympischen Spielen in Paris gewannen die Niederländer im Vorlauf und im Halbfinale. Im Doppelzweier-Finale siegte der rumänische Doppelzweier mit fast anderthalb Sekunden Vorsprung vor Melvin Twellaar und Stef Broenink.
Broenink rudert für die Roeivereniging. K.S.R.V. Njord in Leiden.